# Konferencja w Amboy

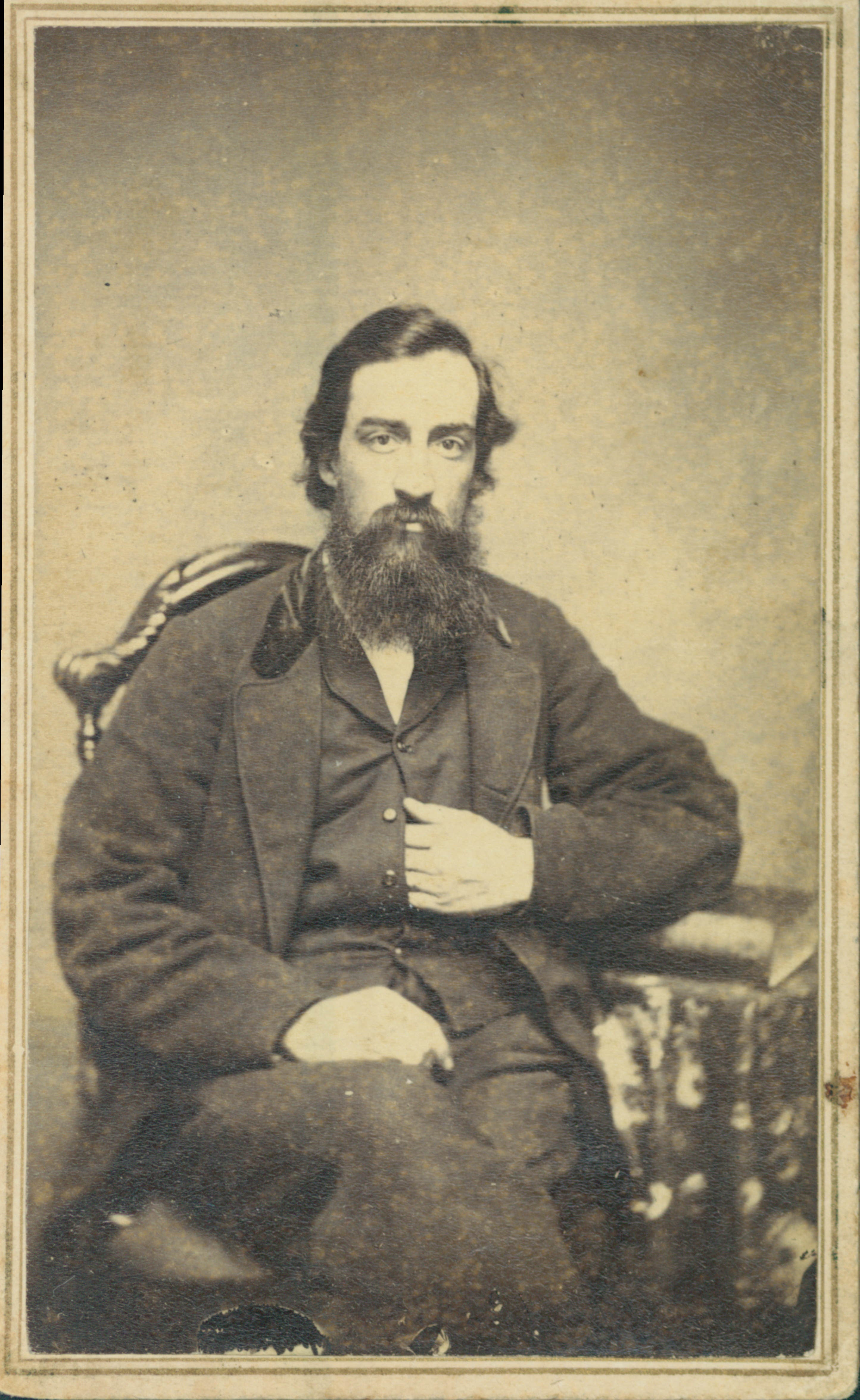
Prezydent Joseph Smith III

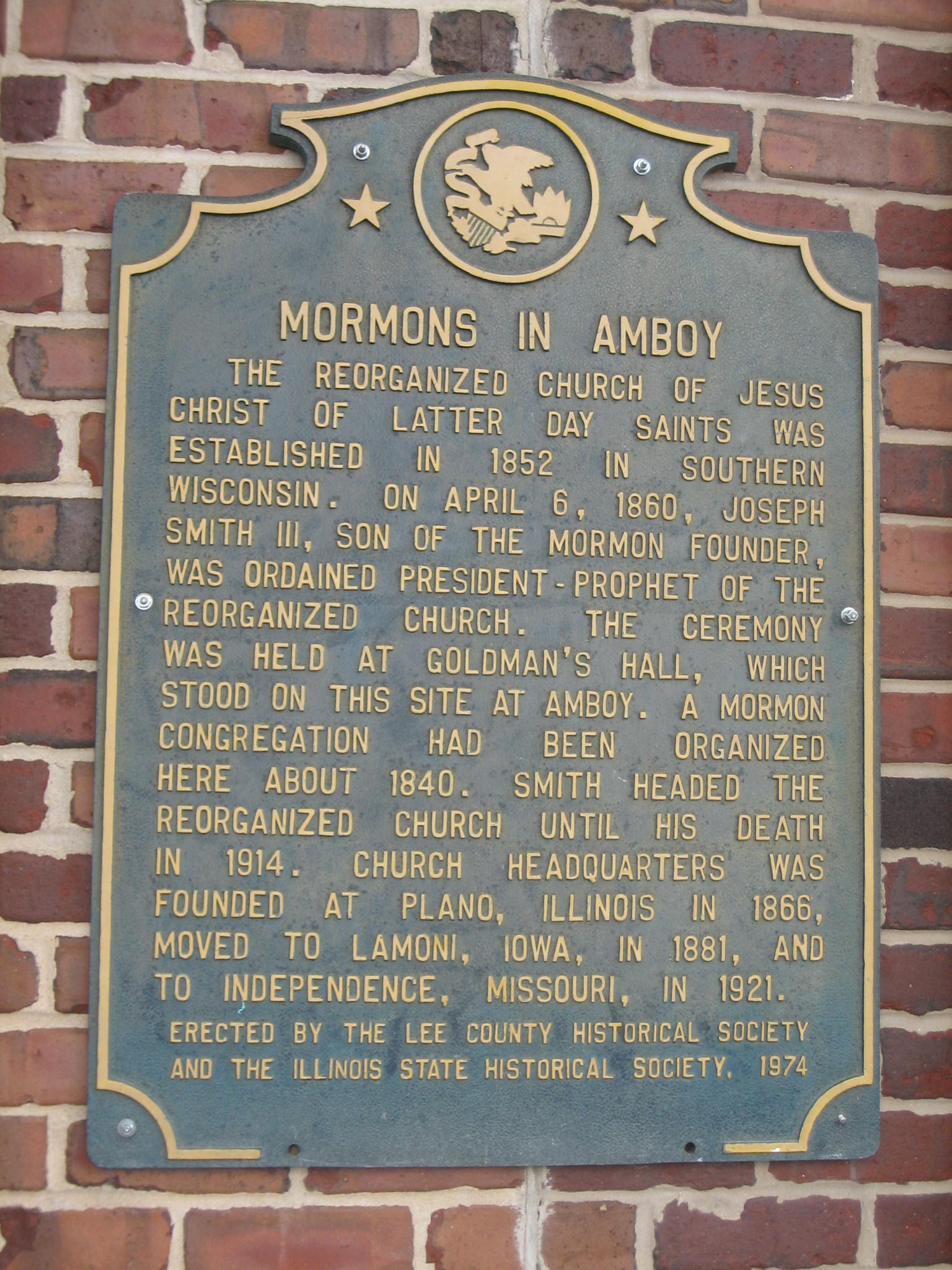
Tablica pamiątkowa w Amboy

Konferencja w Amboy, Reorganizacja Kościoła – w historii i wierzeniach Społeczności Chrystusa oznacza konferencję, podczas której, po latach dezorganizacji, zreorganizowany został Kościół Jezusa Chrystusa, założony przez Józefa Smitha, Jr. Po męczeńskiej śmierci proroka Smitha, Kościół rozpadł się na szereg ugrupowań, z których każde uważało się za prawowitego spadkobiercę Kościoła Jezusa Chrystusa. Środkowozachodni Święci w Dniach Ostatnich, razem z rodziną proroka Smitha – jego żoną Emmą i synami nie przyłączyli się jednak do żadnego z odłamów i nie uznali przywództwa żadnego z pretendujących do urzędu Prezydenta Kościoła. Opierając się na odręcznym dokumencie, który jeszcze za życia sporządził Józef Smith Jr. stwierdzającym, iż prawowitym następcą w urzędzie Prezydenta-Proroka Kościoła jest jego najstarszy syn – Józef Smith III postanowili poczekać, aż ten dorośnie.

## Przebieg Konferencji
Dnia 6 kwietnia 1860 r. w trakcie Konferencji i w trzydziestolecie przywrócenia Kościoła, oficjalnie uznano Józefa Smitha III za prawowitego następcę swego ojca i ordynowano go na stanowisko Prezydenta-Proroka Zreorganizowanego Kościoła Jezusa Chrystusa Świętych w Dniach Ostatnich. Starszy Zenos H. Gurley, Sr. przewodniczył Konferencji Reorganizacji Kościoła, która odbywała się w Amboy, w stanie Illinois. Samuel Powers i Edmund Briggs wygłosili poruszające kazania i złożyli silne świadectwa o przywróconej Ewangelii. Prezydent Józef Smith III przemówił do zgromadzonych Świętych mówiąc, że przyjął on powołanie w wyniku osobistego przeświadczenia i mocy, którą Bóg mu dał. Podczas swego wystąpienia surowo potępił praktykę poligamii oświadczając, iż stoi ona w bezpośrednim konflikcie z naukami Księgi Mormona. Złożył oświadczenie o swojej całkowitej lojalności wobec Konstytucji i prawa Stanów Zjednoczonych Ameryki. Stwierdził, że Zreorganizowany Kościół musi działać zgodnie z prawami swego kraju.
Po Konferencji, Prezydent Józef Smith III i jego matka powrócili do swych domów w Nauvoo, w stanie Illinois, skąd przez pewien czas prorok przewodniczył Zreorganizowanemu Kościołowi. William Marks, były prezydent palika Nauvoo służył Józefowi Smithowi III jako doradca w Pierwszym Prezydium.